# Gymnosoma
Gymnosoma is een geslacht van vliegen uit de familie van de sluipvliegen (Tachinidae). De wetenschappelijke naam van het geslacht is gepubliceerd in 1803 door Meigen.

## Soorten
- G. acrosterni Kugler, 1971
- G. amplifrons (Brooks, 1946)
- G. brachypeltae Dupuis, 1961
- G. canadense (Brooks, 1946)
- G. carpocoridis Dupuis, 1961
- G. clavatum (Rohdendorf, 1947)
- G. costatum (Panzer, 1800)
- G. desertorum (Rohdendorf, 1947)
- G. dolycoridis Dupuis, 1961
- G. filiola Loew, 1872
- G. fuliginosum Robineau-Desvoidy, 1830
- G. inornatum Zimin, 1966
- G. nitens Meigen, 1824
- G. nudifrons Herting, 1966
- G. occidentale Curran, 1927
- G. par Walker, 1849
- G. rotundatum (Linnaeus, 1758)
- G. rungsi (Mesnil, 1952)
- G. siculum Dupuis & Genduso, 1981